# Neubronn (Weikersheim)
Neubronn ist ein Stadtteil von Weikersheim im Main-Tauber-Kreis in Baden-Württemberg.

## Geographie

### Geographische Lage
Die Gemarkung des Stadtteils liegt auf Höhen von etwa 330–420 m ü. NHN auf dem Höhenrücken zwischen den Tälern des Rindelbachs im Osten und des Vorbachs im Westen, die nacheinander außerhalb der Gemarkung der Tauber zufließen. Zur Gemarkung der ehemaligen Gemeinde Neubronn gehören das Dorf Neubronn (⊙) und der Weiler Oberndorf (⊙) sowie die abgegangene Ortschaft Degelbronn. Neubronn erstreckt sich etwa sechs Kilometer weit von Süden nach Norden und ist von Westen nach Osten überall weniger als drei Kilometer breit.
Der Hauptort darin, das Dorf Neubronn, liegt etwa 5,5 km ostsüdöstlich der Weikersheimer Stadtmitte in der Talmulde des mittleren Neubronner Bachs, einem Zufluss des Rindbachs, der Weiler Oberndorf etwa 8 km südöstlich davon am linken Ufer des oberen Rindbachs (jeweils in Luftlinie).
Der Wald beschränkt sich auf wenige Höheninseln und Hangwald an den genannten und weiteren kleineren Taleinschnittem. Der überwiegende offene Gebietsanteil steht fast überall unterm Pflug.

### Nachbargemarkungen und Nachbarorte
Reihum grenzen die folgenden Gemarkungen an:
- im Norden die zentrale der Stadt Röttingen im bayerischen Landkreis Würzburg
- im Osten die des Stadtteils Niederrimbach von Creglingen im eigenen Landkreis
- im Süden die des Stadtteils Rinderfeld von Niederstetten im eigenen Landkreis
- im Südwesten die des Stadtteils Wermutshausen von Niederstetten
- im Westen die des Stadtteils Laudenbach von Weikersheim
- im Nordwesten die des Stadtteils Queckbronn von Weikersheim

Die dem Dorf Neunbronn nächsten Orte sind das Dorf Niederrimbach im Nordosten, der eigene Weiler Oberndorf im Südsüdosten, der Wermutshausener Weiler Ebertsbronn im Südsüdwesten, das Dorf Laudenbach im Südwesten und das Dorf Queckbronn im Nordwesten.

### Gliederung
Zur Gemarkung von Neubronn gehören das Dorf Neubronn (⊙) und der Weiler Oberndorf (⊙).

## Geschichte
Im Jahre 1245 wurde der Ort erstmals urkundlich als Nuwenbrunnen erwähnt. 1806 fiel Neubronn unter die württembergische Landeshoheit. Der Ort gehörte ab 1807/08 zum Oberamt Nitzenhausen, seit 1809 zum Oberamt Mergentheim und seit 1938 zum Landkreis Mergentheim, der zum 1. Januar 1973 im neu gebildeten Main-Tauber-Kreis aufging.
Am 15. Juli 1972 wurde die ehemals selbstständige Gemeinde nach Weikersheim eingemeindet.

## Einwohnerentwicklung
Die Bevölkerung von Neubronn entwickelte sich wie folgt:
| Jahr | Bevölkerung |
| ---- | ----------- |
| 1961 | 352         |
| 1970 | 352         |
| 2011 | 473         |

## Politik
Die Blasonierung des Neubronner Wappens lautet: In Rot ein goldener Dorfbrunnen mit silbernem Wasserstrahl.

## Kultur und Sehenswürdigkeiten

### Naherholung
Beim Georgshof im Weikersheimer Ortsteil Neubronn befindet sich eine Kneipp-Anlage.

## Verkehr
Neubronn ist aus nordöstlicher und aus nordwestlicher Richtung jeweils über die L 1003 zu erreichen, die den Ort durchquert. Im Ortsbereich wird die L 1003 als Turmstraße bezeichnet. Aus südöstlicher und südwestlicher Richtung ist der Ort jeweils über die K 2857 zu erreichen. Im Ortsbereich wird die K 2857 im Südosten als Oberndorfer Weg und im Südwesten als Friedrich-Wolfarth-Straße bezeichnet. Die K 2860 verbindet im Ort, wo sie auch Dorfstraße genannt wird, die K 2857 mit der L 1003.